# Triftlfing
Triftlfing ist ein Gemeindeteil der Gemeinde Aufhausen im Oberpfälzer Landkreis Regensburg.

## Geschichte
Das Kirchdorf wird kurz vor 1000 im Traditionsbuch des Hochstifts Brixen erstmals erwähnt, und zwar als Trutliupinga, abgeleitet von dem Personennamen Truhtliob und der bajuwarischen Endung -ing. In der zweiten Hälfte des 12. Jahrhunderts erscheint Trouhtiluoibingin, als es von Graf Gebhard III. von Sulzbach für sein Seelenheil dem Kloster Prüfening gestiftet wurde. Im späten 15. Jahrhundert sind die Stauffer von Ehrenfels Hofmarksherren in Triftlfing (und auch zu Köfering). 1726 wurde das Schloss Triftlfing nach einem Brand wieder aufgebaut; der ursprüngliche Charakter als Wasserburg mit Bergfried und donjonartigen Wohnturm ging dabei verloren. Die katholische Filialkirche St. Johannes der Täufer wurde 1687 erbaut. 
Hellkofen mit Triftlfing wurde 1818 im Zuge der Verwaltungsreformen in Bayern eine selbstständige politische Gemeinde. Diese hieß bis 1870 Hellkofen und wurde dann in Triftlfing umbenannt. Im Zuge der Gebietsreform in Bayern wurden am 1. April 1971 die Gemeinden Irnkofen, Petzkofen und Triftlfing nach Aufhausen eingegliedert.

## Baudenkmäler
- Ehemaliges Hofmarkschloss Triftlfing
- Katholische Filialkirche St. Johannes der Täufer
- Ehemalige Eiskeller